# Вольфгаген
Вольфгаген (нім. Wolfhagen) — місто в Німеччині, знаходиться в землі Гессен. Підпорядковується адміністративному округу Кассель. Входить до складу району Кассель.
Площа — 111,95 км2. Населення становить 13 074 ос. (станом на 31 грудня 2020).